# Still Stills: The Best of Stephen Stills
Albums de Stephen Stills
Long May You Run
(Stills-Young Band, 1976) Thoroughfare Gap
(1978)
Still Stills: The Best of Stephen Stills est une compilation épuisée du musicien américain Stephen Stills, sorti le 2 décembre 1976 chez Atlantic Records.

## Liste des pistes
Toutes les chansons sont écrites et composées par Stephen Stills, sauf indication contraire.
| 1. | Love the One You're With |             |               | 3:03 |
| 2. | It Doesn't Matter        |             | Chris Hillman | 2:30 |
| 3. | We Are Not Helpless      |             |               | 4:17 |
| 4. | Marianne                 |             |               | 2:27 |
| 5. | Bound to Fall            | Mike Brewer | Tom Mastin    | 1:57 |
| 6. | Isn't It About Time?     |             |               | 3:02 |

| 1. | Change Partners                                          |                                | 3:13 |
| 2. | Go Back Home                                             |                                | 5:56 |
| 3. | Johnny's Garden                                          |                                | 2:46 |
| 4. | Medley : - a). Rock'n'Roll Crazies - b). Cuban Bluegrass | a). Dallas Taylor b). Joe Lala | 3:34 |
| 5. | Sit Yourself Down                                        |                                | 3:05 |